# Vervactor
Dans la mythologie romaine, Vervictor (pres de victor) était le dieu du premier défrichement des jachères (en rapport avec Reparator). Le Dictionnaire universel de la langue française de 1819 en fait le dieu des laboureurs.
Ce dieu, associé à Cérès, est célébré dans les flamen céréalis avec onze autres dieux mineurs liés à l'agriculture.